# Höchfelden (Töging am Inn)
Höchfelden ist ein Gemeindeteil der Stadt Töging am Inn im oberbayerischen Landkreis Altötting. Der Weiler liegt südlich des Innkanals und umfasst sowohl Wohngebäude, mehrere Bauernhöfe, eine Tankstelle, als auch viele schöne Einfamilienhäuser. 
Die Straßen in Höchfelden sind benannt nach Erfindern und Wissenschaftlern, wie beispielsweise nach Carl Friedrich Gauß, Justus von Liebig oder Ferdinand Graf von Zeppelin.
Höchfelden liegt an der Hauptstraße und führt auf direktem Weg nach Mühldorf am Inn.
Die aus dem 19. Jahrhundert stammende Scheune Höchfelden 5 ist als einziges Objekt in der Bayerischen Denkmalliste eingetragen (Aktennummer D-1-71-132-15).